# Rio Reins
O rio Reins ou Rhins é um rio francês, que é afluente do Rio Loire. Tem 59,7 km de extensão e uma bacia hidrográfica de 427 km².